# Ransbach (Willingshausen)
Ransbach ist der nach Einwohnern kleinste Ortsteil der Gemeinde Willingshausen im nordhessischen Schwalm-Eder-Kreis. Er besteht aus sechs Höfen.

## Geographie
Der Ort liegt im Süden der Schwalm nordöstlich des Hauptortes. Im Ort treffen sich die Kreisstraße 107 und die Landesstraße 3263.

## Geschichte
Die älteste bekannte schriftliche Erwähnung von Ransbach erfolgte unter dem Namen Ramesbahc im Jahr 1164. Weitere Erwähnungen erfolgten unter den Ortsnamen (in Klammern das Jahr der Erwähnung): Ramsbach (1215), Rammesbach (1254) und Ranspach (1426).
Im Dreißigjährigen Krieg wurde das kleine Dorf am 14. November 1640, am Tage vor dem Gefecht am Riebelsdorfer Berg, ebenso wie Niedergrenzebach, Steina, Leimbach, Loshausen, Zella und Salmshausen, von kaiserlichen Truppen des Generals Hans Rudolf von Breda vollständig niedergebrannt.
Zum 1. Januar 1974 wurde die bis dahin selbständige Gemeinde Ransbach im Zuge der Gebietsreform in Hessen kraft Landesgesetz mit weiteren Gemeinden und der am 31. Dezember 1971 gebildeten Gemeinde Antrefftal zu einer neuen Großgemeinde mit dem Namen Willingshausen zusammengeschlossen. Für alle ehemals eigenständigen Gemeinden wurde je ein Ortsbezirk mit Ortsbeirat und Ortsvorsteher nach der Hessischen Gemeindeordnung gebildet.
Das Feste Haus von Ransbach, 1979 abgebaut, steht seit den 1980er Jahren im Hessenpark als markantes Beispiel einer Klein- und Niederungsburg.
Am 18. August 2009 wurde in Ransbach eine der größten Biogasanlagen Hessens mit einer Leistung von 1,7 MW in Betrieb genommen.

## Bevölkerung
Einwohnerstruktur 2011
Nach den Erhebungen des Zensus 2011 lebten am Stichtag, dem 9. Mai 2011, in Ransbach 24 Einwohner. Darunter waren keine Ausländer.
Nach dem Lebensalter waren keine Einwohner unter 18 Jahren, 12 zwischen 18 und 49, 9 zwischen 50 und 64 und 3 Einwohner waren älter. Die Einwohner lebten in 9 Haushalten. Davon waren 3 Singlehaushalte, keine Paare ohne Kinder und 3 Paare mit Kindern, sowie keine Alleinerziehende und keine Wohngemeinschaften. In 18 Haushalten lebten ausschließlich Senioren und in 75 Haushaltungen lebten keine Senioren.
Einwohnerentwicklung
| Quelle: Historisches Ortslexikon |                             |
| • 1585:                          | 3 Hausgesesse               |
| • 1681:                          | ein Hausgesesse             |
| • 1787:                          | 6 Hausgesesse, 68 Einwohner |

| Ransbach: Einwohnerzahlen von 1834 bis 2015 | Ransbach: Einwohnerzahlen von 1834 bis 2015 | Ransbach: Einwohnerzahlen von 1834 bis 2015 | Ransbach: Einwohnerzahlen von 1834 bis 2015 | Ransbach: Einwohnerzahlen von 1834 bis 2015 |
| --- | ------------------------------------------- | ------------------------------------------- | ------------------------------------------- | ------------------------------------------- |
| Jahr |                                             |                                             |                                             | Einwohner                                   |
| 1834 | 1834                                        |                                             | 78                                          | 78                                          |
| 1840 | 1840                                        |                                             | 66                                          | 66                                          |
| 1846 | 1846                                        |                                             | 58                                          | 58                                          |
| 1852 | 1852                                        |                                             | 54                                          | 54                                          |
| 1858 | 1858                                        |                                             | 67                                          | 67                                          |
| 1864 | 1864                                        |                                             | 77                                          | 77                                          |
| 1871 | 1871                                        |                                             | 76                                          | 76                                          |
| 1875 | 1875                                        |                                             | 68                                          | 68                                          |
| 1885 | 1885                                        |                                             | 59                                          | 59                                          |
| 1895 | 1895                                        |                                             | 58                                          | 58                                          |
| 1905 | 1905                                        |                                             | 56                                          | 56                                          |
| 1910 | 1910                                        |                                             | 51                                          | 51                                          |
| 1925 | 1925                                        |                                             | 66                                          | 66                                          |
| 1939 | 1939                                        |                                             | 57                                          | 57                                          |
| 1946 | 1946                                        |                                             | 93                                          | 93                                          |
| 1950 | 1950                                        |                                             | 100                                         | 100                                         |
| 1956 | 1956                                        |                                             | 77                                          | 77                                          |
| 1961 | 1961                                        |                                             | 63                                          | 63                                          |
| 1967 | 1967                                        |                                             | 38                                          | 38                                          |
| 1980 | 1980                                        |                                             | ?                                           | ?                                           |
| 1990 | 1990                                        |                                             | ?                                           | ?                                           |
| 2000 | 2000                                        |                                             | ?                                           | ?                                           |
| 2011 | 2011                                        |                                             | 24                                          | 24                                          |
| 2015 | 2015                                        |                                             | 26                                          | 26                                          |
| Datenquelle: Historisches Gemeindeverzeichnis für Hessen: Die Bevölkerung der Gemeinden 1834 bis 1967. Wiesbaden: Hessisches Statistisches Landesamt, 1968. Weitere Quellen: Gemeinde Willingshausen; Zensus 2011 |                                             |                                             |                                             |                                             |

Historische Religionszugehörigkeit
| Quelle: Historisches Ortslexikon |                                                                   |
| • 1861:                          | 74 evangelisch-reformierte Einwohner                              |
| • 1885:                          | 59 evangelische (= 100 %) Einwohner                               |
| • 1961:                          | 51 evangelische (= 80,95 %), 12 katholische (= 19,05 %) Einwohner |

Historische Erwerbstätigkeit
| • 1787: | ein Schmied |
| • 1838  | Familien: 6 Ackerbau, eine Gewerbe.                                                                             |
| • 1961  | Erwerbspersonen: 29 Land- und Forstwirtschaft, drei produzierendes Gewerbe, eine Dienstleistungen und Sonstiges |

## Politik
Für Ransbach besteht ein Ortsbezirk (Gebiete der ehemaligen Gemeinde Ransbach) mit Ortsbeirat und Ortsvorsteher nach der Hessischen Gemeindeordnung.
Der Ortsbeirat besteht aus fünf Mitgliedern. Bei den Kommunalwahlen in Hessen 2021 gehörten alle Kandidaten der „Bürgerliste Ransbach“ an. Der Ortsbeirat wählte Rüdiger Nagel zum Ortsvorsteher.

## Persönlichkeiten
- Heinrich Hoos (1809–1875), Bürgermeister und Mitglied der kurhessischen Ständeversammlung